# Mille Miglia 1947

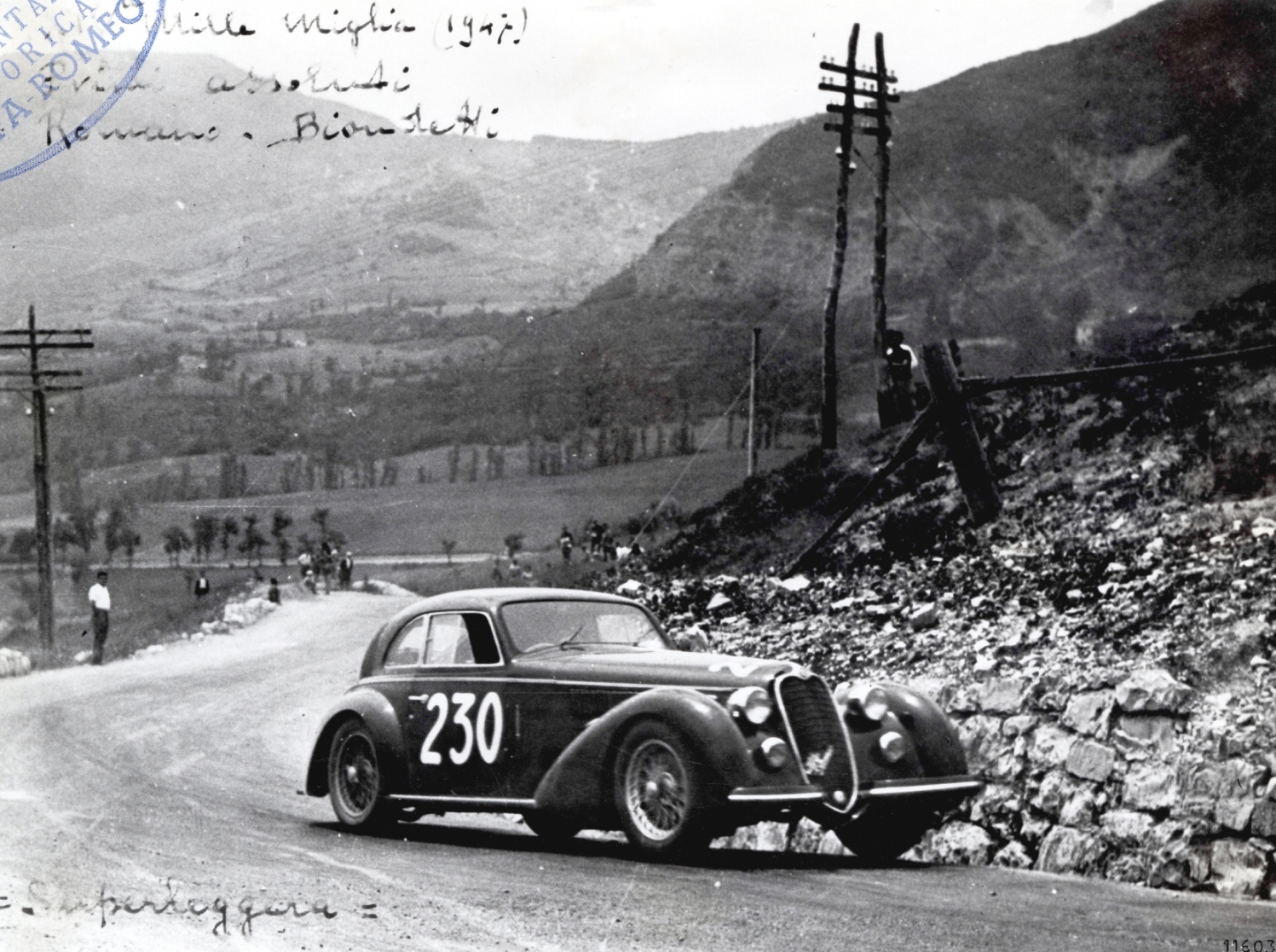
Emilio Romano und Clemente Biondetti bei ihrer Siegesfahrt im Alfa Romeo 8C 2900B Berlinetta Touring

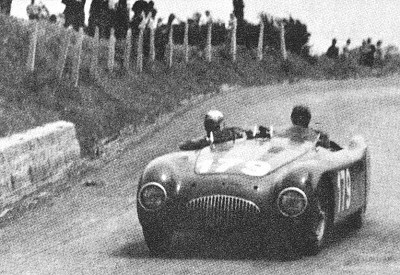
Der zweitplatzierte Tazio Nuvolari im Cisitalia 202 SMM Spider Nuvolari

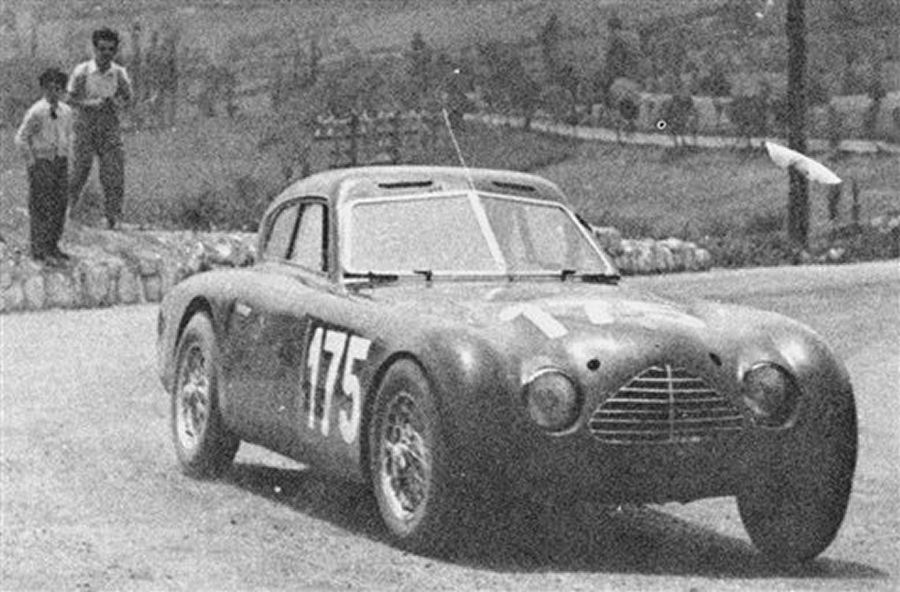
Cisitalia 202 SMM; von Inico Bernabei und Tullio Pacini an die dritte Stelle der Gesamtwertung gefahren

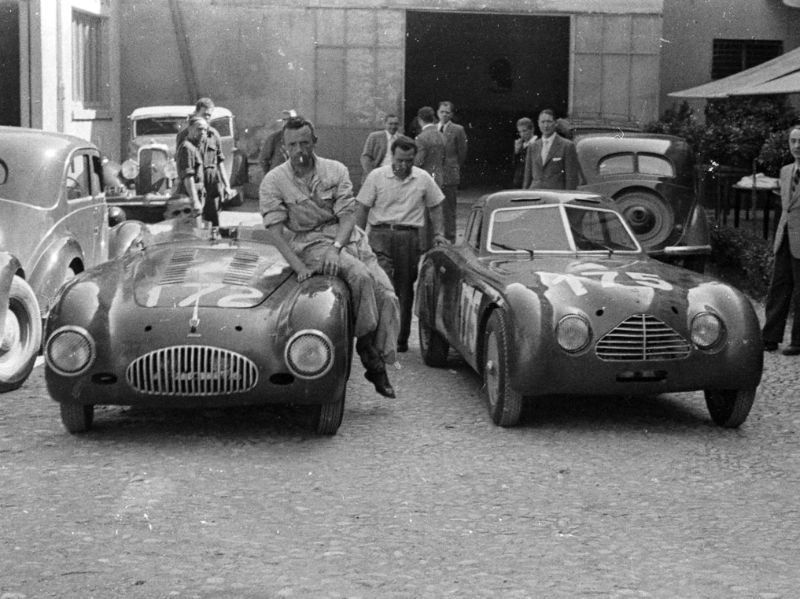
Zwei der fünf Werks-Cisitalia; Startnummern 172 und 175

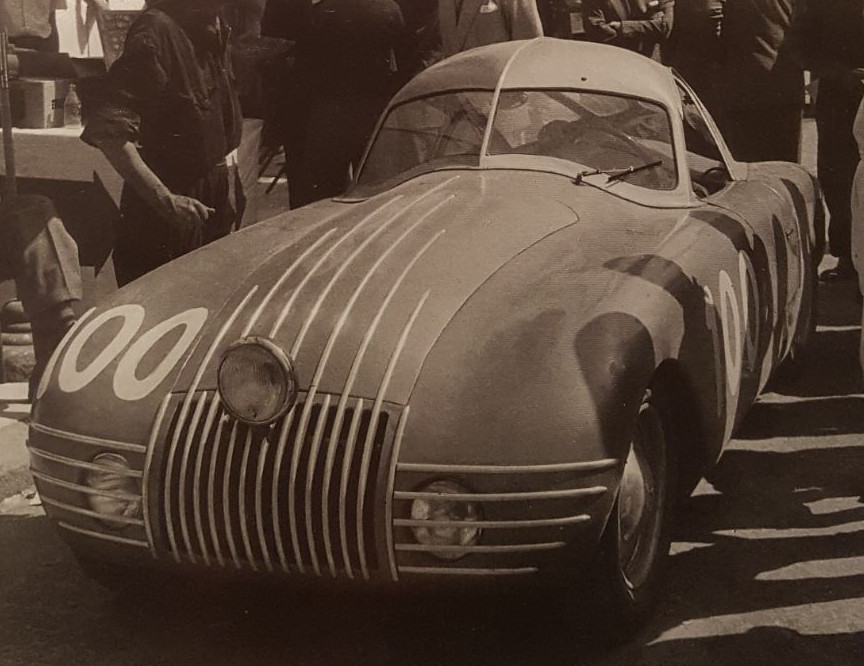
Der ausgefallene Fiat 1100 Hardtop Carr. Ala d’Oro von Alberico Cacciari und Fernando Fabbri

Die 14. Mille Miglia fand am 22. und 23. Juni 1947 statt. Sie führte über 1833 km von Brescia nach Rom und wieder zurück nach Brescia.

## Die Vorgeschichte
Die Zerstörungen und Verwüstungen, die die Kampfhandlungen des Zweiten Weltkriegs in vielen europäischen Staaten hinterlassen hatten, machten die rasche Wiedergeburt es Motorsports in vielen Ländern unmöglich. Anders war die Lage in Italien. Obwohl Mittelitalien von schweren Kämpfen entlang der Gustav-Linie betroffen war, gab es schon 1946 wieder Straßenrennen. Der Italienische Faschismus endete in den letzten Kriegstagen 1945. Benito Mussolini war am 28. April 1945 gemeinsam mit seiner Geliebten Clara Petacci von kommunistischen Partisanen erschossen worden, und Viktor Emanuel III. hatte zugunsten seines Sohnes Umberto II. abgedankt. Italien war nach der Wahl der Verfassunggebenden Versammlung 1946 eine Demokratie.
Die Mille-Miglia-Gründer Aymo Maggi, Giovanni Canestrini und Renzo Castagneto waren 1946 nur noch zu dritt, nachdem Franco Mazzotti 1942 beim Abschuss seiner Savoia-Marchetti SM.75 über der Straße von Sizilien gestorben war. Sie machten sich Ende 1946 daran, die Mille Miglia zu reaktivieren. Der schwere Unfall 1938, bei dem drei Erwachsene und sieben Kinder starben, war längst vergessen. Die vielen Toten des Krieges hatten die Katastrophe verblassen lassen. Geblieben war die Erinnerung an ein 1000-Meilen-Rennen, das italienische Hersteller und Fahrer anzog und Menschenmassen an die nicht abgesperrten Straßen brachte. Ohne große Probleme gelang es den Organisatoren, von den öffentlichen Stellen die Genehmigung für ein Rennen 1947 zu erhalten. Trotz der Rationierung stellte die italienische Interimsregierung ausreichend Benzin zur Verfügung, um die Teilnehmer an den Depotstellen mit Treibstoff zu versorgen. Als die Geschäftsleitung des Reifenherstellers Pirelli bekanntgab, jedes Fahrerteam erhalte vier neue Reifen für das gemeldete Fahrzeug gratis, gab es einen Meldeboom. Als die Organisatoren erfuhren, dass viele Fahrer kein Interesse an einem Rennstart hatten, sondern lediglich die Reifen haben wollten, gab es solche nur für Teams, die am Renntag zum Start erschienen.
Die Route wich wesentlich von den bisherigen Strecken ab. Diesmal wurde zuerst an der Adria entlang Richtung Rom gefahren und auf der Rückfahrt nach Norditalien durch die Toskana. Erstmals gastierte die Mille Miglia in den oberitalienischen Großstädten Turin und Mailand. Mit einer Distanz von 1833 Kilometer war es das bis dahin längste 1000-Meilen-Rennen.

## Das Rennen

### Die Route
Brescia – Verona – Venedig – Padua – Rovigo – Ferrara – Ravenna – Forlì – Rimini – Pesaro – Fano – Furlopass – Foligno – Spoleto – Sommapass – Terni – Rom – Civitavecchia – Grosseto – Livorno – Pisa – Florenz – Futapass – Raticosapass – Bologna – Modena – Reggio nell’Emilia – Parma – Piacenza – Voghera – Alessandria – Asti – Turin – Novara – Mailand – Bergamo – Brescia

### Teams, Fahrzeuge und Fahrer
1947 kehrte die Mille Miglia zu ihrem Ursprung als Rennen für italienische Teams, Fahrzeuge und Fahrer zurück. In Frankreich und dem Vereinigten Königreich herrschten Währungsbeschränkungen, die eine Reise nach Italien unmöglich machten. Sportwagenrennen waren in den Vereinigten Staaten so gut wie unbekannt. Dieses Segment des Motorsports entwickelte sich erst mit der Gründung des Sports Car Club of America 1947. Teilnehmer aus Deutschland kamen aus politischen Gründen sowieso nicht infrage. Somit blieben die Italiener unter sich.
Auch Alfa Romeo konnte nicht mit Werkswagen antreten, da das Werksgelände in Mailand nach Bombenangriffen schwer beschädigt worden war. Obwohl mit der Wiederaufnahme der Produktion schnell eine neue Rennabteilung eingerichtet wurde, reichte die Aufbauzeit für eine Beteiligung an der Mille Miglia nicht aus. Das Werk unterstützte allerdings den Einsatz von Emilio Romano im Alfa Romeo 8C 2900B Berlinetta Touring mit Personal und Material. Wenige Tage vor dem Rennstart gelang es Romano Clemente Biondetti, den Sieger von 1938 als Co-Piloten zu gewinnen.
Die Fabrik von Enzo Ferrari in Maranello wurde 1944 ebenfalls beschädigt, die Fabrikation von Maschinenteilen ging aber fast ungehindert weiter. Ferrari hatte 1946 bereits 150 Mitarbeiter und machte sich an die Entwicklung der ersten Rennwagen-Modelle, die diesen Namen trugen. Mit dem von Gioacchino Colombo konstruierten Ferrari 125S gewann Franco Cortese wenige Wochen vor der Mille Miglia den Großen Preis von Rom. Es war der erste Sieg eines Ferrari-Rennwagens in der Geschichte des Motorsports. Cortese fuhr das Auto auch bei der Mille Miglia. Dazu meldete Enzo Ferrari einen schon sieben Jahre alten Auto Avio Costruzioni Tipo 815 für Enrico Beltracchini.
Ihr Mille-Miglia-Debüt gaben die Rennwagen der 1943 von Piero Dusio gegründeten Compagnia Industriale Sportiva Italiana. Fünf Werkswagen, darunter ein Cisitalia 202 MM Berlinetta Aerodinamica für Piero Taruffi und zwei Spider für Duiso und Tazio Nuvolari, gingen ins Rennen. Der inzwischen 55-jährige Nuvolari war in Italien längst ein Volksheld. Zu seinen unzähligen Erfolgen in den 1930er-Jahren zählten auch die Gesamtsiege bei der Mille Miglia 1930 und 1933. 1947 war er bereits ein kranker Mann und litt unter starkem Asthma bronchiale. Für Maserati startete Luigi Villoresi. Während des Krieges verbrachte er mehrere Jahre in einem Kriegsgefangenenlager und war, obwohl erst 36 Jahre alt, vollständig ergraut. Der „graue Fuchs“ steuerte einen Maserati A6GCS Berlinetta.

### Der Rennverlauf
Da Mitfavorit Tazio Nuvolari als „Materialmörder“ galt, verfolgten Romano und Biondetti die Strategie der Technikschonung und lagen beim Zwischenstopp in Pesaro nur an der vierten Stelle. An der Spitze lagen Giuseppe Gilera und Giovanni Minozzi im Fiat 1100 S Berlinetta vor Nuvolari und dessen Teamkollegen Taruffi. Bei der Wende in Rom führte Nuvolari sieben Minuten vor Biondetti, der mit dem Alfa Romeo vor dem Rennen keinen Meter gefahren war. Ferrari-Pilot Cortese und Villoresi im Maserati waren bereits ausgefallen.
In Florenz hatte Biondetti den Rückstand auf Nuvolari um fünf Minuten verkürzt. Wie erwartet fuhr Nuvolari den kleinen Cisitalia beständig an der Belastungsgrenze und baute den Vorsprung in Bologna wieder auf neun Minuten aus. Heftige Regenschauer, die zwischen Mailand und Brescia niedergingen, sorgten für die Rennentscheidung. Obwohl Biondetti im geschlossenen Alfa Romeo gegenüber Nuvolari im offenen Cisitalia klare Vorteile während des Unwetters hatte, wäre dessen Rennsieg ohne technische Probleme am Spider wohl ausgeblieben. Nuvolari musste anhalten, um den nass gewordenen Verteiler zu tauschen und verlor dabei zwanzig Minuten. Im Ziel fehlten ihm dann 15 Minuten auf den siegreichen Alfa Romeo von Romano und Biondetti. Gesamtdritter wurde Inico Bernabei im Werks-Cisitalia 202 SMM. Die zwei von Enzo Ferrari gemeldeten Wagen fielen aus.

## Ergebnisse

### Schlussklassement
| 1               | S 3.0     | 230 | Emilio Romano                           | Emilio Romano Clemente Biondetti                     | Alfa Romeo 8C 2900B Berlinetta Touring   | 16:16:39,000 |
| 2               | S 1.1     | 179 | Compagnia Industriale Sportiva Italiana | Tazio Nuvolari Francesco Carena                      | Cisitalia 202 SMM Spider Nuvolari        | 16:32:35,000 |
| 3               | S 1.1     | 175 | Compagnia Industriale Sportiva Italiana | Inico Bernabei Tullio Pacini                         | Cisitalia 202 SMM                        | 16:38:17,000 |
| 4               | S 1.1     | 172 | Compagnia Industriale Sportiva Italiana | Eugenio Minetti Piero Facetti                        | Cisitalia 202 SMM Spider                 | 17:00:40,000 |
| 5               | S 1.1     | 108 | Ovidio Capelli                          | Ovidio Capelli Orlando Gerli                         | Fiat 1100 S Berlinetta                   | 17:17:38,000 |
| 6               | S 1.1     | 140 | Luigi Della Chiesa                      | Luigi Della Chiesa Marino Brandoli                   | Fiat 1100 S Berlinetta                   | 17:17:38,000 |
| 7               | S 1.1     | 173 | Pasquale Ermini                         | Pasquale Ermini M. Quentin                           | Fiat 1100 S Berlinetta                   | 17:27:37,000 |
| 8               | S 1.1     | 156 | Alberto Comirato                        | Alberto Comirato Lia Comirato Dumas                  | Fiat-Comirato 1100                       | 17:27:45,000 |
| 9               | S 1.1     | 114 | Renato Balestrero                       | Renato Balestrero Giovanni Bracco                    | Fiat 1100 S Berlinetta                   | 17:31:44,000 |
| 10              | S 3.0     | 232 | Ermanno Gurgo Salice                    | Ermanno Gurgo Salice Giovanni Maria Cornaggia Medici | Alfa Romeo 6C 2500 SS                    | 17:51:55,000 |
| 11              | S 2.0     | 185 | Luigi Meschi                            | Luigi Meschi Aldo Bianchi                            | Lancia Aprilia                           | 18:26:28,000 |
| 12              | T 1.5     | 32  | Arnaldo Tullini                         | Arnaldo Tullini Luigi Rossi                          | Lancia Aprilia                           | 18:42:16,000 |
| 13              | S 1.1     | 161 | Antonio Brivio                          | Antonio Brivio Aymo Maggi                            | Fiat 1100 S Berlinetta                   | 18:44:04,000 |
| 14              | S 1.1     | 152 | Araldo Sassone                          | Araldo Sassone F. Vetere                             | Fiat 1100                                | 19:46:45,000 |
| 15              | S 1.1     | 117 | Aldo Benedetti                          | Aldo Benedetti R. Guerrini                           | Fiat 1100                                | 19:47:08,000 |
| 16              | S 1.1     | 129 | Francesco Apruzzi                       | Francesco Apruzzi M. Pomes                           | Fiat 1100                                | 19:52:12,000 |
| 17              | S 1.1     | 121 |                                         | C. Braga Egisto Baistrocchi                          | Fiat 1100                                | 19:57:13,000 |
| 18              | S 1.1     | 170 |                                         | U. Fona L. Beltrami                                  | Fiat 1100                                | 20:02:25,000 |
| 19              | S 2.0     | 212 | Enrico Anselmi                          | Enrico Anselmi P. Gianni                             | Fiat 1500                                | 20:13:06,000 |
| 20              | T 1.5     | 42  | Franco Piccinini                        | Franco Piccinini Carlo Marsaglia                     | Lancia Aprilia                           | 20:19:41,000 |
| 21              | S 1.1     | 109 | Vincenzo Auricchio                      | Vincenzo Auricchio Piero Bozzini                     | Stanguellini S1100 Berlinetta            | 20:32:10,000 |
| 22              | S 2.0     | 197 | Alberto Nespoli                         | Alberto Nespoli Mario Baj                            | Lancia Aprilia                           | 20:36:15,000 |
| 23              | S 1.1     | 105 | Franco Bertani                          | Franco Bertani Guido Barbieri                        | Fiat 1100 S                              | 20:36:21,000 |
| 24              | T 1.5     | 40  | Giulio Rollino                          | Giulio Rollino Angelo Poggio                         | Lancia Aprilia                           | 21:02:17,000 |
| 25              | S 1.1     | 94  | Bruno Moroni                            | Bruno Moroni A. Carta                                | Fiat 1100                                | 21:07:22,000 |
| 26              | T 1.1     | 28  | Mario Coda                              | Mario Coda R. Dama                                   | Lancia Ardea                             | 21:16:04,000 |
| 27              | T 1.1     | 21  | Gino De Sanctis                         | Gino De Sanctis A. Prosperi                          | Fiat 508C Balilla                        | 21:21:46,000 |
| 28              | T 1.5     | 43  | Aprile Palmer                           | Aprile Palmer W. Moroni                              | Fiat 1500                                | 21:30:10,000 |
| 29              | T 1.5     | 35  |                                         | A. Marella I. Pezzoli                                | Lancia Aprilia                           | 21:39:59,000 |
| 30              | S 2.0     | 223 |                                         | L. Colombo A. Colori                                 | Lancia Aprilia                           | 21:46:09,000 |
| 31              | T 1.1     | 23  | Giulio Moscucci                         | Giulio Moscucci Pietro Moscucci                      | Fiat 1100                                | 21:52:00,000 |
| 32              | S 1.1     | 92  |                                         | A. Emanuelli Civettini                               | Fiat 1100                                | 22:04:25,000 |
| 33              | S 750     | 69  | Mario Avalle                            | Mario Avalle Antonio Prina                           | Fiat Avalle                              | 22:12:35,000 |
| 34              | T 1.1     | 17  | Giovanni Caffaro                        | Giovanni Caffaro M. Caffaro                          | Fiat 1100                                | 22:29:09,000 |
| 35              | S 750     | 45  | Sandro Fiorio                           | Sandro Fiorio Piero Avalle                           | Fiat 500                                 | 22:29:42,000 |
| 36              | S 750     | 77  | Attilio Brandi                          | Attilio Brandi B. Marzocchi                          | Fiat 500                                 | 22:44:33,000 |
| 37              | S 1.1     | 149 |                                         | Sistici F. Poldi                                     | Fiat 1100                                | 22:48:14,000 |
| 38              | T 1.1     | 29  | Luisa Pozzoli                           | Luisa Pozzoli R. Caspani                             | Fiat 1100                                | 22:56:39,000 |
| 39              | S 750     | 63  | Carlo Strozzi                           | Carlo Strozzi Renato Turolla                         | Fiat-Turolla                             | 23:03:10,000 |
| 40              | T 1.1     | 16  | Armando Bevilacqua                      | Armando Bevilacqua P. Carboni                        | Fiat 1100 Metano                         | 23:04:52,000 |
| 41              | S 750     | 58  | Antonio Stagnoli                        | Antonio Stagnoli F. Lucchetta                        | Fiat 500 Speziale                        | 23:49:08,000 |
| 42              | S 2.0     | 220 | Aldo Quaglia                            | Aldo Quaglia Comollo                                 | Lancia Aprilia                           | 24:05:00,000 |
| 43              | T 1.1     | 25  | Elio Bianchi                            | Elio Bianchi                                         | Fiat 1100                                | 24:10:19,000 |
| 44              | T 1.1     | 22  |                                         | G. Venturelli P. Venturelli                          | Lancia Ardea                             | 24:10:33,000 |
| 45              | T 750     | 10  | Diego Capelli                           | Diego Capelli G. Nosotti                             | Fiat 500                                 | 24:41:05,000 |
| 46              | T 750     | 12  | Aldo Guardia                            | Aldo Guardia Gino Lochi                              | Fiat 500                                 | 24:47:34,000 |
| 47              | T 1.1     | 26  |                                         | F. Motta A. Arduino                                  | Lancia Ardea                             | 25:34:07,000 |
| 48              | T 750     | 11  | Umberto Bini                            | Umberto Bini Carlo Lucini                            | Fiat 500                                 | 25:49:09,000 |
| 49              | T 750     | 15  | Aldo Curatolo                           | Aldo Curatolo O. Casoli                              | Fiat 500                                 | 26:26:18,000 |
| 50              | S 750     | 83  | Bruno Facchetti                         | Bruno Facchetti Mario Fenocchio                      | Fiat 500                                 | 26:45:31,00  |
| 51              | T 750     | 7   | Luigi Caratti                           | Luigi Caratti F. Navoni                              | Fiat 500                                 | 32:49:00,000 |
| 52              | T 750     | 14  |                                         | P. Gnudi M. Zamboni                                  | Fiat 500                                 | 33:12:00,000 |
| 53              | T 1.1     | 118 | Aldo Bassi                              | Aldo Bassi F. Morandi                                | Fiat 1100 S Berlinetta                   | 33:24:30,000 |
| 54              | S 750     | 68  | Vittorio Bulgarini                      | Vittorio Bulgarini L. Bonadei                        | Fiat 500                                 | 33:34:02,000 |
| Disqualifiziert |           |     |                                         |                                                      |                                          |              |
| 55              | T 1.5     | 33  |                                         | M. Reynaldi Annibale Moroni                          | Lancia Aprilia                           |              |
| Ausgefallen     |           |     |                                         |                                                      |                                          |              |
| 56              | T 750     | 8   |                                         | P. Bertolotti C. Ogna                                | Fiat 500                                 |              |
| 57              | T 750     | 9   | Eugenio Genazzoni                       | Eugenio Genazzoni Bartoli                            | Fiat 500                                 |              |
| 58              | T 1.1     | 18  | Sesto Leonardi                          | Sesto Leonardi S. Besi                               | Fiat 1100                                |              |
| 59              | T 1.1     | 19  | Oscar Sartini                           | Oscar Sartini Dario Lunghi                           | Fiat 1100                                |              |
| 60              | T 1.1     | 24  | Luigi Zanetti                           | Luigi Zanetti R. Alberti                             | Fiat 1100                                |              |
| 61              | T 1.1     | 30  |                                         | R. Benvenuti Bulletti                                | Fiat 1100                                |              |
| 62              | T 1.5     | 38  | Dino Bassi                              | Dino Bassi R. Furielli                               | Lancia Aprilia                           |              |
| 63              | T 1.5     | 39  |                                         | Montini Roverselli                                   | Fiat 1500                                |              |
| 64              | S 750     | 46  |                                         | Dario Pulidori Giuseppe Cioni                        | Fiat 500C Topolino                       |              |
| 65              | S 750     | 49  | Andrea Gorla                            | Andrea Gorla Armando François                        | Fiat 500                                 |              |
| 66              | S 750     | 50  |                                         | G. Lucatelli Pierri                                  | Fiat 500                                 |              |
| 67              | S 750     | 53  | Giuseppe Bertone                        | Giuseppe Bertone M. Xausa                            | Fiat 500                                 |              |
| 68              | S 750     | 57  |                                         | G. Panzacchi A. Faccioli                             | Fiat 500                                 |              |
| 69              | S 750     | 59  | Romeo Guardiani                         | Romeo Guardiani Stefano Alquati                      | Fiat 500                                 |              |
| 70              | S 750     | 60  |                                         | A. Coletti Roberto Gandini                           | Fiat 500                                 |              |
| 71              | S 750     | 61  |                                         | S. Moretti Angelo Ambrogio                           | Fiat 500                                 |              |
| 72              | S 750     | 65  |                                         | Priori Gerelli                                       | BMW 3/15 PS DA 3 Typ Wartburg            |              |
| 73              | S 750     | 66  | Leonardo Quadri                         | Leonardo Quadri Mirella Quadri                       | Fiat 500                                 |              |
| 74              | S 750     | 67  | Antonio Nicolai                         | Antonio Nicolai Cagnotti                             | Fiat 500                                 |              |
| 75              | S 750     | 68  |                                         | A. Beltramini Saccheri                               | Fiat 500                                 |              |
| 76              | S 750     | 71  | Carlo Pesci                             | Carlo Pesci F. Maestri                               | Fiat Siata 750                           |              |
| 77              | S 750     | 72  | Elio Benedetti                          | Elio Benedetti Walter Corsini                        | Fiat 500                                 |              |
| 78              | S 750     | 73  |                                         | E. Manfredini Luigi Andina                           | Fiat 500                                 |              |
| 79              | S 750     | 74  |                                         | F. Crivellari G. Munari                              | Fiat 500                                 |              |
| 80              | S 750     | 76  | Giovanni Gorrini                        | Giovanni Gorrini Franco Mietta                       | Fiat 500                                 |              |
| 81              | S 750     | 79  |                                         | V. Ceccoli Marcelo Gallerani                         | Fiat 500                                 |              |
| 82              | S 750     | 80  | Guido Trebeschi                         | Guido Trebeschi Att. Trebeschi                       | BMW 3/15 PS DA 3 Typ Wartburg            |              |
| 83              | S 750     | 81  | Enrico Cané                             | Enrico Cané R. Martelli                              | Fiat 500                                 |              |
| 84              | S 750     | 85  | Irma Martelli                           | Irma Martelli Geri                                   | Fiat 500                                 |              |
| 85              | S 1.1     | 93  |                                         | Cenacchi Felice Moretti                              | MG Midget                                |              |
| 86              | S 1.1     | 96  | Guido Scagliarini                       | Guido Scagliarini Vittorio Annoni                    | Stanguellini SN1100                      |              |
| 87              | S 1.1     | 97  |                                         | T. Cucci B. Boldrini                                 | Fiat Icot 1100                           |              |
| 88              | S 1.1     | 98  |                                         | A. Della Torre Giancarlo Della Torre                 | Fiat 1100                                |              |
| 89              | S 1.1     | 99  |                                         | F. Tomasini U. Tanini                                | Fiat 1100                                |              |
| 90              | S 1.1     | 100 | Alberico Cacciari                       | Alberico Cacciari Fernando Fabbri                    | Fiat 1100 Hardtop Carr. Ala d’Oro        |              |
| 91              | S 1.1     | 103 |                                         | Ghioldi L. Beretta                                   | Fiat 1100                                |              |
| 92              | S 1.1     | 106 |                                         | B. Ghiringhelli Paolo Galli                          | Fiat 1100 Hardtop                        |              |
| 93              | S 1.1     | 107 | Cesare Crespi Perellino                 | Cesare Crespi Perellino Leonida Crespi Perellino     | Fiat 1100 S Berlinetta                   |              |
| 94              | S 1.1     | 112 |                                         | A. Ranieri G. Catello                                | Fiat 1100 S Berlinetta                   |              |
| 95              | S 1.1     | 113 | Mario Lietti                            | Mario Lietti Aldo Bertossi                           | Fiat 1100                                |              |
| 96              | S 1.1     | 115 | Giorgio Castelnuovo                     | Giorgio Castelnuovo R. Salvadori                     | Fiat 1100                                |              |
| 97              | S 1.1     | 119 |                                         | Clemencich Dante Spreafico                           | Fiat 1100 S Berlinetta                   |              |
| 98              | S 1.1     | 122 |                                         | A. Morandini A. Finardi                              | Fiat 1100                                |              |
| 99              | S 1.1     | 123 |                                         | A. Gatti Mario Repetto                               | Fiat 1100                                |              |
| 100             | S 1.1     | 124 |                                         | R. Berardi Aldo Berardi                              | Fiat 1100                                |              |
| 101             | S 1.1     | 125 |                                         | Savoia M. Grossi                                     | O.R.C.A. 1100                            |              |
| 102             | S 1.1     | 126 | Aldo Conconi                            | Aldo Conconi S. Grisoni                              | Fiat 1100                                |              |
| 103             | S 1.1     | 128 | Umberto Conti                           | Umberto Conti C. Penente                             | Fiat 1100                                |              |
| 104             | S 1.1     | 131 | Abele Clerici                           | Abele Clerici                                        | Fiat 1100                                |              |
| 105             | S 1.1     | 132 | Franco Rol                              | Franco Rol Ferdinando Righetti                       | Simca Gordini TMM                        |              |
| 106             | S 1.1     | 133 | Innocente Maggi                         | Innocente Maggi Zavattarelli                         | Fiat 1100                                |              |
| 107             | S 1.1     | 138 |                                         |                                                      | Fiat 1100 S Berlinetta                   |              |
| 108             | S 1.1     | 139 |                                         | C. Cavacciuti E. Favari                              | Fiat 1100                                |              |
| 109             | S 1.1     | 141 | Lorenzo Girard                          | Lorenzo Girard Gino Basso                            | Fiat 1100                                |              |
| 110             | S 1.1     | 142 |                                         | V. Osti                                              | Fiat 1100                                |              |
| 111             | S 1.1     | 143 | Plinio Ferrari                          | Plinio Ferrari Ernesto Menato                        | Fiat 1100                                |              |
| 112             | S 1.1     | 144 |                                         | T. M. Grieco Curelli                                 | Fiat 1100                                |              |
| 113             | S 1.1     | 146 | Giuseppe Gilera                         | Giuseppe Gilera Giovanni Minozzi                     | Fiat 1100 S Berlinetta                   |              |
| 114             | S 1.1     | 150 | Compagnia Industriale Sportiva Italiana | Piero Taruffi Buzzi                                  | Cisitalia 202 MM Berlinetta Aerodinamica |              |
| 115             | S 1.1     | 154 |                                         | M. De Minicis I. Nigris                              | Fiat 1100                                |              |
| 116             | S 1.1     | 157 | Arnaldo Bellini                         | Arnaldo Bellini U. Fossa                             | Fiat 1100                                |              |
| 117             | S 1.1     | 159 | Bruno Ruffo                             | Bruno Ruffo U. Zunica                                | Fiat 1100                                |              |
| 118             | S 1.1     | 164 | Compagnia Industriale Sportiva Italiana | Piero Dusio Adolfo Macchieraldo                      | Cisitalia 202 MM Spider Razzo            |              |
| 119             | S 1.1     | 165 | Vincenzo Leone                          | Vincenzo Leone P. Cresta                             | Fiat 1100                                |              |
| 120             | S 1.1     | 168 |                                         | E. Brigatti V. Petrini                               | Fiat 1100                                |              |
| 121             | S 1.1     | 169 | Leo Spoletini                           | Leo Spoletini T. Sacchetti                           | Fiat 1100                                |              |
| 122             | S 1.1     | 171 | Claudio Rossi                           | Claudio Rossi Gaetano Faes                           | Fiat 1100                                |              |
| 123             | S 1.1     | 177 | Francesco Siracusa                      | Francesco Siracusa Luigi Fiertler                    | Fiat 1100                                |              |
| 124             | S 1.1     | 178 |                                         | E. Motz Angelo Molinari                              | Fiat 1100                                |              |
| 125             | S 2.0     | 180 |                                         | Baldoni Rubbi                                        | Fiat 1100                                |              |
| 126             | S 2.0     | 183 | Ruggero Minio                           | Ruggero Minio T. Massimo                             | Fiat 1100                                |              |
| 127             | S 2.0     | 188 | Lando Barsotti                          | Lando Barsotti Bargagni                              | BMW 328                                  |              |
| 128             | S 2.0     | 189 | Scuderia Ferrari                        | Enrico Beltracchini Adriano Massa                    | Auto Avio Costruzioni Tipo 815           |              |
| 129             | S 2.0     | 190 |                                         | A. Bosi J. Vincis                                    | Citroën Traction Avant                   |              |
| 130             | S 2.0     | 191 | Giovanni Cattina                        | Giovanni Cattina M. Benaglia                         | Lancia Aprilia                           |              |
| 131             | S 2.0     | 193 | Cesare Beretta                          | Cesare Beretta Alberto Garatti                       | BMW 328                                  |              |
| 132             | S 2.0     | 196 |                                         | F. Agostini Dante Fornari                            | Lancia Aprilia                           |              |
| 133             | S 2.0     | 198 | Emilio Vicentini                        | Emilio Vicentini Carla Vicentini                     | BMW 328                                  |              |
| 134             | S 2.0     | 198 | Enrico Adanti                           | Enrico Adanti Spadoni                                | Lancia Aprilia                           |              |
| 135             | S 2.0     | 200 |                                         | G. Zaniratti Franco Zaniratti                        | Lancia Aprilia                           |              |
| 136             | S 2.0     | 202 |                                         | C. Fabbrini Falciai                                  | Alfa Romeo 6C                            |              |
| 137             | S 2.0     | 204 | Giorgio Becucci                         | Giorgio Becucci Pasquale Cazzato                     | Lancia Aprilia                           |              |
| 138             | S 2.0     | 205 | Giuseppe Borso                          | Giuseppe Borso Raniero Borso                         | Fiat 1100                                |              |
| 139             | S 2.0     | 207 | Edmondo Bucci                           | Edmondo Bucci Vito Barion                            | Fiat 1100                                |              |
| 140             | S 2.0     | 208 |                                         | Peci G. Venturini                                    | Alfa Romeo 6C                            |              |
| 141             | S 2.0     | 210 | Carlo Leone                             | Carlo Leone Cecchinato                               | Lancia Aprilia                           |              |
| 142             | S 2.0     | 214 |                                         | E. Tenaglia Luciano Piovesan                         | Fiat 1100                                |              |
| 143             | S 2.0     | 215 |                                         | C. Burdino Dom. Quaglia                              | Lancia Aprilia                           |              |
| 144             | S 2.0     | 217 | Dante Cappelletto                       | Dante Cappelletto Dorino Serafini                    | BMW 328                                  |              |
| 145             | S 2.0     | 219 | Scuderia Ferrari                        | Franco Cortese Adelmo Marchetti                      | Ferrari 125 Spyder                       |              |
| 146             | S 2.0     | 222 | Alfieri Maserati                        | Luigi Villoresi Guerino Bertocchi                    | Maserati A6GCS Berlinetta                |              |
| 147             | S 3.0     | 227 |                                         | Nannucci Verdieri Brandi                             | Alfa Romeo 6C 2500 SS                    |              |
| 148             | S 3.0     | 229 | Dioscoride Lanza                        | Dioscoride Lanza G. Pelassa                          | Alfa Romeo 6C 2500 SS                    |              |
| 149             | S 3.0     | 235 |                                         | Rovatti Pietro Favari                                | Alfa Romeo 6C 2500 SS                    |              |
| 150             | S 3.0     | 239 | Gabriele Besana                         | Gabriele Besana Soave Besana                         | Alfa Romeo 6C 2500 SS                    |              |
| 151             | S 3.0     | 240 | Innocente Baggio                        | Innocente Baggio Raimondi                            | Alfa Romeo 6C 2500 SS                    |              |
| Nicht gestartet |           |     |                                         |                                                      |                                          |              |
| 152             | Spec. 750 | 1   | Nasi Di Giorgio                         | Nasi Di Giorgio E. Spreafico                         | Alca Volpe                               | 1            |
| 153             | Spec. 750 | 2   |                                         | Sgarlatta L. Cella                                   | Alca Volpe                               | 2            |
| 154             | Spec. 750 | 3   |                                         | Tagifana Roberto Lippi                               | Alce Volpe                               | 3            |
| 155             | Spec. 750 | 4   | Paolo Villa                             | Paolo Villa Feller                                   | Alce Volpe                               | 4            |
| 156             | Spec. 750 | 5   |                                         | Cerilli L. De Santis                                 | Alce Volpe                               | 5            |

1 nicht gestartet
2 nicht gestartet
3 nicht gestartet
4 nicht gestartet
5 nicht gestartet

### Nur in der Meldeliste
Hier finden sich Teams, Fahrer und Fahrzeuge, die für das Rennen gemeldet waren, aber aus den unterschiedlichsten Gründen nicht daran teilnahmen.
| Pos. | Klasse | Nr. | Team               | Fahrer                           | Chassis            |
| ---- | ------ | --- | ------------------ | -------------------------------- | ------------------ |
| 157  |        |     | Leslie Johnson     | Leslie Johnson John Eason-Gibson | Talbot T150C       |
| 158  |        |     | Automobiles Talbot |                                  | Talbot T150C       |
| 159  |        |     | Clemente Biondetti | Clemente Biondetti               | Biondetti Speciale |
| 160  | T 1.1  | 20  |                    | Serva G. Porta                   | Lancia Ardea       |
| 161  | S 750  | 56  | Ettore Bianco      | Ettore Bianco Ruffa              | Fiat 500           |
| 162  | S 750  | 62  |                    | Matta Rodolfo Bay                | O.R.C.A. 500       |

### Klassensieger
| Klasse    | Fahrer                  | Fahrer             | Fahrzeug                               | Platzierung im Gesamtklassement |
| --------- | ----------------------- | ------------------ | -------------------------------------- | ------------------------------- |
| S 3.0     | Emilio Romano           | Clemente Biondetti | Alfa Romeo 8C 2900B Berlinetta Touring | Gesamtsieg                      |
| S 2.0     | Luigi Meschi            | Aldo Bianchi       | Lancia Aprilia                         | Rang 11                         |
| S 1.1     | Tazio Nuvolari          | Francesco Carena   | Cisitalia 202 SMM Spider Nuvolari      | Rang 2                          |
| S 750     | Mario Avalle            | Antonio Prina      | Fiat Avalle                            | Rang 39                         |
| T 1.5     | Arnaldo Tullini         | Luigi Rossi        | Lancia Aprilia                         | Rang 12                         |
| T 1.1     | Mario Coda              | R. Dama            | Lancia Ardea                           | Rang 26                         |
| T 750     | Diego Capelli           | G. Nosotti         | Fiat 500                               | Rang 45                         |
| Spec. 750 | kein Teilnehmer im Ziel |                    |                                        |                                 |

### Renndaten
- Gemeldet: 161
- Gestartet: 151
- Gewertet: 54
- Rennklassen: 8
- Zuschauer: unbekannt
- Wetter am Renntag: starker Regen am Rennende
- Streckenlänge: 1833,000 km
- Fahrzeit des Siegerteams: 16:16:39,000 Stunden
- Gesamtrunden des Siegerteams: 1
- Gesamtdistanz des Siegerteams: 1833,000 km
- Siegerschnitt: 112,238 km/h
- Pole Position: keine
- Schnellste Rennrunde: keine
- Rennserie: zählte zu keiner Rennserie